# Comté de Sandstone
Le Comté de Sandstone est une zone d'administration locale au centre de l'Australie-Occidentale en Australie. Le comté est situé à environ 740 kilomètres au nord-est de Perth, la capitale de l'État.
Le centre administratif du comté est le village de Sandstone.
Le comté est divisé en un certain nombre de localités :
- Sandstone ;
- Nunngarra ;
- Youanmi.

Le comté a 6 conseillers locaux et n'est pas découpé en circonscriptions.